# بتنسة
بُتِنْسَة أو (نقحرة: بوتنسا) (بالإيطالية: Potenza)‏، مدينة جنوب إيطاليا، عاصمة إقليم بزلكاتة ومقاطعة بتنسة، عدد سكانها 68.401 نسمة، ترتفع عن مستوى البحر ب 819 متر فهي أعلى عواصم الأقاليم والمقاطعات، مقامة على وادي نهر بازنتو، على جبال الأبينيني.
مبنية بين اثنين من الوديان. معظم المدينة تم بناؤها بعد زلزال في عام 1857 وقد فقدت المدينة الكثير من المباني التاريخية بفعل الزلازل المتكررة والأضرار الفادحة التي لحقت أثناء الحرب العالمية الثانية. لذا فإن الانطباع العام للمدينة هو أحد ابنيتها حديثة. أحد معالم المدينة هو متحف "Museo Archeologico Provinciale" { المتحف الأثري الإقليمي} الذي يتضمن العديد من المصنوعات اليدوية من زمن الرومان في بزلكاتة.

## السكان
في سنة 1277 بلغ عدد السكان 2٬600 نسمة، وتطور العدد ليصل في سنة 2015 لـ 67٬348 نسمة.
يظهر هذا المخطط البياني تطور النمو السكاني لـ بتنسة

## التاريخ

### العصور القديمة
و وفقا للمؤرخين الإغريقي سترابو والروماني بليني الأكبر، أن بوتينتيا Potentia واحدة من أعرق مدن الحرة في منطقة لُكانِية. ولعل أول مستوطنة كانت موجودة على موقع أدنى مما هو عليه الآن، حوالي 10 كلم جنوب بُتِنسة اليوم.
وقف لوكانيي بوتينتيا ضد أعداء روما خلال الحروب اللاحقة ضد السامنيت والبروتي. تمرد البوتنتيون أثناء القرن الرابع قبل الميلاد (بعد حصول المدينة على صفة البلدية) هزيمة الرومان في معركة كاناي (216 قبل الميلاد). بيد أن معركة ميتاوروس التي شكّلت نتيجتها نهاية أي أمل قرطاجي في إيطاليا، فعاد الرومان إلى بوتينتيا وحوّلوها إلى مجرد صفة مستعمرة عسكرية.

### العصور الوسطى

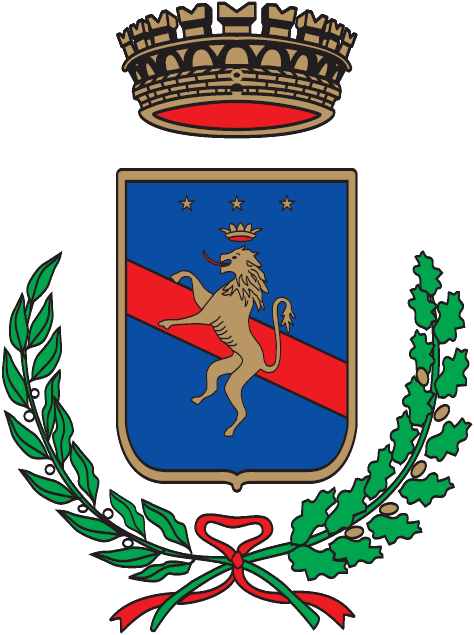
شعار بُتِنسة

انتقلت المدينة في القرن السادس إلى دوقية بينيفنتو اللومباردية. ووصل إليها العرب قبل الغزو النورماني لكامل جنوب إيطاليا. كانت بُتِنسة في القرن الثاني عشر مقر لأسقفية مهمة. استضافت المدينة في عام 1137 البابا إنوسنت الثاني والإمبراطور لوثر الثاني أثناء محاولتهم الفاشلة لغزو مملكة النورمان. واستضاف هنا روجر الثاني الملك لويس السابع ملك فرنسا في عام 1148 الذي ساعد إسطول نورمان ضد العرب.
بعد أن خرب المدينة الإمبراطور فريدريك الثاني، ظلت بعد ذلك وفية لهوهنشتاوفن: وأدى ذلك إلى دمّرها بالكامل تقريبا من قبل كارلو الأول عندما استولى على مملكة صقلية. وفي 18 ديسمبر 1273، وقع زلزال أضاف إليها مزيداً من الدمار .

### العصر الحديث

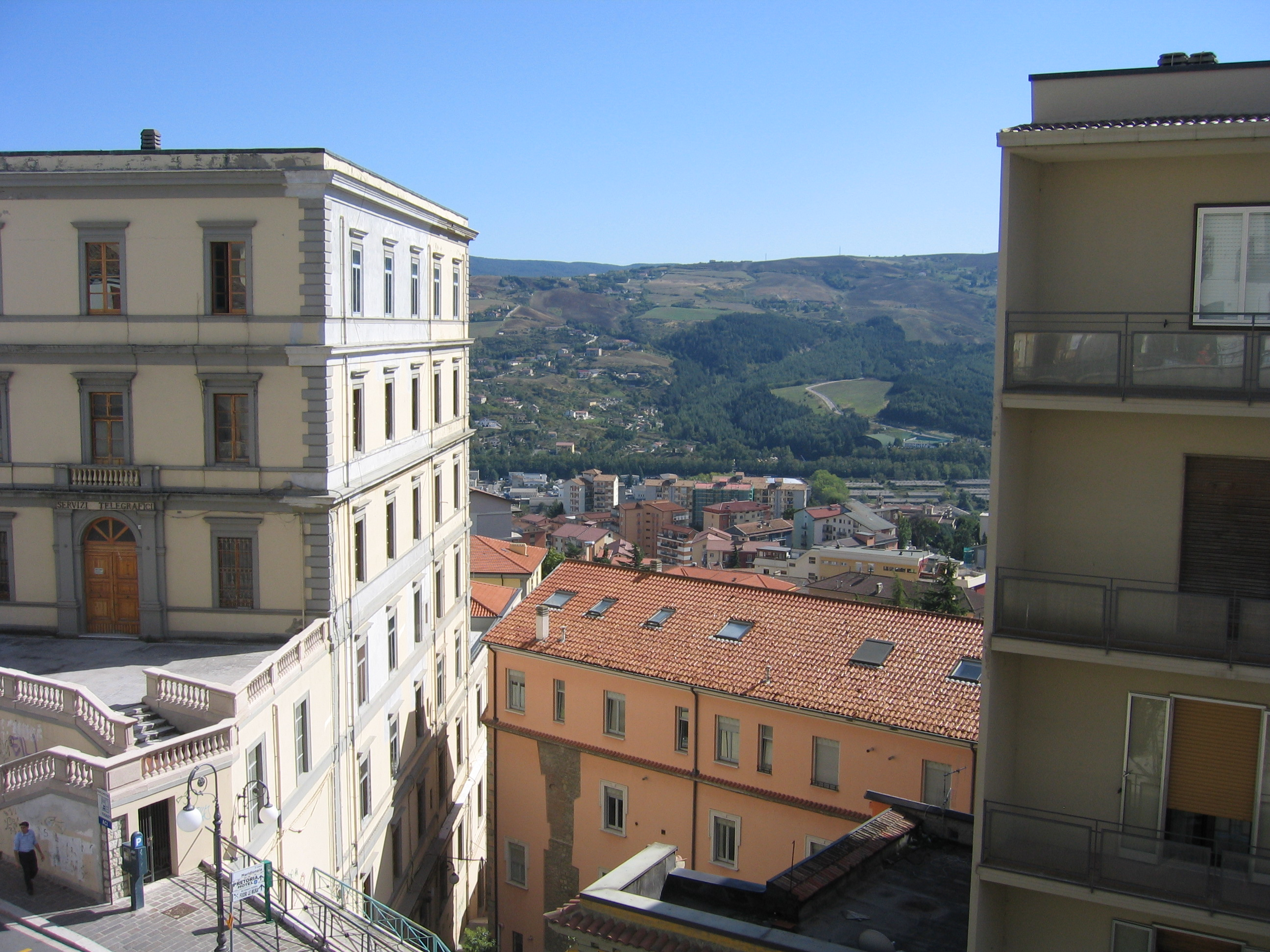
بُتِنسة

في السنوات التالية لم تعش المدينة أحداث مهمة، وخضعت لامتلاك إقطاعيين عدة. وشهدت بُتِنسة اضطربات وأعمال شغب ضد السيطرة الأسبانية في عام 1694، إلا أن زلزالا آخر يكاد يكون دمّرها كليا.
مع إعلان الجمهورية النابولية عام 1799، كانت بُتِنسة من أوائل المدن المتمردة ضد الملك. بعد قمع مؤقت من آل بوربون غزا الجيش الفرنسي المدينة في عام 1806، وأعلنت عاصمة بزلكاتة. حسن الملك جواكيم مورات أوضاع المدينة وإدارتها، و أدخلت بعض التحسينات الحضارية بمناسبة زيارة فرديناند الثاني في عام 1846. اندلع تمرد في عام 1848، وقمعت مرة أخرى بأسلحة آل بوربون وثالثة بزلزال مدمّر في عام 1857. تمردت بُتِنسة للمرة الأخيرة في عام 1860 إبان توحيد إيطاليا ودخلها جيش غاريبالدي الثوري.